# Marcus Lindberg (calciatore 1980)
Jan Marcus Lindberg (Svalöv, 31 agosto 1980) è un calciatore e allenatore di calcio svedese, di ruolo difensore.